# Kamen Rider Double
Kamen Rider W (仮面ライダーW（ダブル）, Kamen Raidā Daburu, também chamado de Kamen Rider Double) é a vigésima série de tokusatsu da franquia Kamen Rider e a décima primeira série do período Heisei, que ficou no ar entre 6 de setembro de 2009 e 29 de agosto de 2010, totalizando 49 episódios. Foi produzida pela Toei Company, e exibida pela TV Asahi no bloco Super Hero Time junto com Samurai Sentai Shinkenger e, posteriormente, com Tensou Sentai Goseiger.

## História
Na cidade ecologicamente correta Fuuto (i.e. Capital do Vento) existem varios cata-ventos e as pessoas vivem em harmonia. Contudo, a familia Sonozaki vende chaves USB misteriosas chamadas de Gaia Memories para os criminosos os transformando em Dopants, cometendo crimes que a policia não consegue resolver. O detetive hardboiled (esquentadinho) Hidari Shotarou trabalha com o misterioso Philip que possui informações, conhecimento da Terra. Usando suas próprias Gaia Memories, Shotarou e Philip usam o Double Driver para se transformar e fundir em Kamen Rider Double para lutar contra a ameaça Dopant.

## Personagens
Detective Shotaro Hidari (左 翔 太郎, Hidari Shotaro?) É o homem de rua, tendo sido ensinado por Sokichi Narumi como ser um investigador privado. Após a morte de Sokichi, Shotaro investiga crimes de Dopant, e ele luta com Philip como o Kamen Rider Double (仮面ライダー W (ダブル), Kamen Raida Daburu?).
Durante os eventos, Shotaro fica o memory Joker T2, permitindo-lhe tornar-se Kamen Rider Joker (仮面ライダージョーカー, Kamen Raida joka?).
Shotaro Hidari é retratado por Renn Kiriyama (桐山 涟, Kiriyama Ren?). Como uma criança, Shotaro é retratado por Issei Kakazu (嘉 数 一 星, Kakazu Issei?).
O misterioso Philip (フィリップ, Firippu?) É o parceiro de Shotaro na agência de detetives, usando suas habilidades especiais para acesso à Biblioteca de Gaia para resolver crimes Dopant. Antes de perder sua memória, Philip foi Raito Sonozaki (园 咲 来人, Sonozaki Raito?), que foi usado por seu pai Ryubee para criar o artificial Gaia Memory para o Museu. Para ajudar a combater os Dopants, Philip normalmente usa a sua mente e consciência para tornar-se Kamen Rider Double. Mas, com a memória Fang, Philip permanece em outros lugares com Shotaro como Double em FangJoker (ファングジョーカー, Fangu joka?).
Philip é retratado por Masaki Suda (菅 田 将 晖, Suda Masaki?). Como uma criança, é interpretado por Philip Tomoya Hashimoto (桥本 智 哉, Hashimoto Tomoya?).
Akiko Narumi (鸣 海 亜 树 子, Narumi Akiko?) É a chefe e proprietária de Shotaro e da Agência de Detective. Por causa de sua aparência jovem e de atitude, Shotaro se refere a ela como "Middleschool Girl" (女子 中学生, Joshi Chūgakusei?). A vê como uma ameaça à sua imagem pública. Ela chegou a Futo de Osaka para continuar no lugar de seu pai, inicialmente sem saber que seu pai morreu, até os acontecimentos do filme Night Begins. Ela serve como uma assistente pessoal durante o trabalho, bem como manter Shotaro no caminho certo, golpeando-o com uma sandália verde, ela também usou esta tática em outros personagens, incluindo Dopants. Ela tem uma visão a preto e branco do mundo e tende a dizer: "Eu não vou ouvi-lo!" (私 聞い てない!, Kiitenai Atashi!?), quando é pega de surpresa por alguma coisa. Apesar de sua personalidade um tanto pueril, que demonstrou sinais de promessa, como um detetive, sobretudo na sua capacidade de decifrar pistas que deixam Shotaro, Philip, e Ryu surpresos, bem como ser extremamente protetora de clientes, uma característica que compartilha com seu pai.
Sokichi Narumi (鸣 海 荘 吉, Narumi Sokichi?) Mentor de Shotaro e fundador da Agência Narumi Detective, encaminhados pelo Shotaro como "Chefe" (おやっさん, Oyassan?). Sua ideologia é a de garantir a segurança do cliente acima de tudo. No entanto, Sokichi desempenhado um papel nos sistemas da Família Sonozaki, a ganhar o meio de tornar-se Kamen Rider Skull (仮面ライダー スカル, Kamen Raida Sukaru?). Com o intuito de se redimir de sua parte em seu esquema, Sokichi aceita um emprego de um cliente misterioso para obter Philip longe da família Sonozaki, transformando em Skull para combater os Dopants. Taboo e um exército, invadiu a base Dopant. Mas no final, depois de falar na vinda de Philip com ele para decidir seu próprio destino e encontrar sua própria redenção, Sokichi é baleado nas costas e morre dizendo para continuar em seu lugar e para cuidar de sua filha e dar-lhe o chapéu branco, sendo suas últimas palavras a Shotaro para se tornar num homem digno de usá-lo.
No entanto, durante o filme Kamen Rider × Kamen Rider Decade & Double: filme de guerra de 2010, os Dopants, Sokichi assume forma e suas habilidades para tornar-se Kamen Rider Skull. É finalmente revelado que o seu corpo nunca foi encontrado entre o estrondo que restou da Torre Gaia. Depois de ajudar o Kamen Rider Decade, Shotaro encontra Narumi Sokichi de uma dimensão alternativa que dá a Shotaro alguns encerramentos.
Em "Nobody's Perfect" (uma canção executada pelo personagem Sokichi Narumi) vídeo da música, um pequeno flashback para o passado de ambos Narumi e Shotaro é mostrado. Narumi leva um caso para salvar uma menina do Museu, e acaba lutando contra os Dopants para a liberdade da menina.
No filme Kamen Rider Double Forever: a memória do crânio é uma das 26 T2 Gaia Memories no filme, e Kamen Rider Skull parece dar Shotaro o que perdeu a permitir-lhe tornar-se Kamen Rider Joker.

Sokichi Narumi é interpretado por Koji Kikkawa (吉川 晃 司, Kikkawa Kōji?).

Akiko Narumi é interpretado por Hikaru Yamamoto (山本 ひかる, Yamamoto Hikaru?).

## Elenco
- Shotaro Hidari (左 翔太郎, Hidari Shōtarō): Renn Kiriyama (桐山 漣, Kiriyama Ren)
- Phillip (フィリップ, Firippu): Masaki Suda (菅田 将暉, Suda Masaki)[1]
- Akiko Narumi (鳴海 亜樹子, Narumi Akiko): Hikaru Yamamoto (山本 ひかる, Yamamoto Hikaru)
- Mikio Jinno (刃野 幹夫, Jinno Mikio): Takeshi Nadagi (なだぎ 武, Nadagi Takeshi)
- Shun Makura (真倉 俊, Makura Shun): Shingo Nakagawa (中川 真吾, Nakagawa Shingo)
- Watcherman (ウォッチャマン, Wotchaman): Nasubi (なすび)
- Ryubee Sonozaki (園咲 琉兵衛, Sonozaki Ryūbee): Minori Terada (寺田 農, Terada Minori)
- Saeko Sonozaki (園咲 冴子, Sonozaki Saeko): Ami Namai (生井 亜実, Namai Ami)
- Wakana Sonozaki (園咲 若菜, Sonozaki Wakana): Rin Asuka (飛鳥 凛, Asuka Rin)
- Kirihiko Sudo (須藤 霧彦, Sudō Kirihiko): Yuki Kimisawa (君沢 ユウキ, Kimisawa Yūki)[2][3]
- Narração/Voz do Double Driver (ナレーション／ダブルドライバー音声, Narēshon/Daburu Doraibā Onsei): Fumihiko Tachiki (立木 文彦, Tachiki Fumihiko)

### Participações Especiais
- Meibi Yamanouchi (|山内 明日) (1-2)
- Tatsuya Gashuin (我修院 達也) (3-4)
- Reina Fujii (藤井 玲奈) (7-8)
- Jin Katagiri (片桐 仁) (7-8)
- Hiroshi Watari (渡 洋史) (7-8)
- Eri Otoguro (乙黒 えり) (9-10 e 14)
- KOJI (11-12)
- Hikari Kajiwara (梶原 ひかり) (12)
- Shion Nakamaru (中丸 シオン) (13-14)
- Kōichirō Nishi (西 興一朗) (15-16)
- Ayumi Kinoshita (21-22)
- Aya Kamiki (上木 彩矢, Kamiki Aya, 23-24)
- TAKUYA (23-24)
- Ichirouta Oonuki (大貫 一朗太, Ōnuki Ichirōta, 23-24): Ichirou Mizuki (水木 一郎, Mizuki Ichirō)

### Dublês
- Kamen Rider W: Seiji Takaiwa (高岩 成二, Takaiwa Seiji)

- Kamen Rider Accel: Eitoku (永德, Eitoku)

## Filmes
- Kamen Rider Decade The Movie: All Riders vs. Dai-Shocker (劇場版 仮面ライダーディケイド オールライダー対大ショッカー, Gekijōban Kamen Raidā Dikeido: Ōru Raidā tai Daishokkā)
- Kamen Rider × Kamen Rider W & Decade: Movie War 2010 (仮面ライダー×仮面ライダーW（ダブル）&ディケイド MOVIE大戦2010, Kamen Raidā × Kamen Raidā: Daburu ando Dikeido Mūbī Taisen Nisenjū)
- Kamen Rider W Forever: A to Z/The Gaia Memories of Fate (仮面ライダーＷ（ダブル） FOREVER AtoZ／運命のガイアメモリ, Kamen Raidā Daburu Fōebā: Ē tu Zetto/Unmei no Gaia Memori)
- Kamen Rider × Kamen Rider OOO & W Featuring Skull: Movie War Core (仮面ライダー×仮面ライダー オーズ&ダブル feat.スカル MOVIE大戦CORE, Kamen Raidā × Kamen Raidā Ōzu ando Daburu fīcharingu Sukaru: Mūbī Taisen Koa)
- OOO, Den-O, All Riders: Let's Go Kamen Riders (オーズ・電王・オールライダー レッツゴー仮面ライダー, Ōzu Den'ō Ōru Raidā: Rettsu Gō Kamen Raidā)
- Kamen Rider × Kamen Rider Fourze & OOO: Movie War Mega Max (仮面ライダー×仮面ライダー　フォーゼ＆オーズ MOVIE大戦 MEGA MAX, Kamen Raidā × Kamen Raidā Fōze ando Ōzu: Mūbī Taisen Mega Makkusu)
- Heisei Rider vs. Shōwa Rider: Kamen Rider Taisen feat. Super Sentai (平成ライダー対昭和ライダー 仮面ライダー大戦 feat.スーパー戦隊, Heisei Raidā Tai Shōwa Raidā Kamen Raidā Taisen Fīcharingu Sūpā Sentai)

## Músicas
Abertura
- "W-B-X ~W-Boiled Extreme~"
- Letra: Shoko Fujibayashi
- Composição: Shuhei Naruse
- Arranjo: TAKUYA, Shuhei Naruse
- Artista: Aya Kamiki com TAKUYA

- "Cyclone Effect"
  - Letra: Shoko Fujibayashi
  - Composição: AYANO
  - Arranjo: Labor Day
  - Artista: Labor Day
  - Episódios: 3 - 6, 9, 21, 23 - 25, 45

- "Free your Heat"
  - Letra: Shoko Fujibayashi
  - Composição e Arranjo: Ryo
  - Artista: Galveston 19
  - Episódios: 10 - 11, 13, 19, 20 - 21

- "Finger on Trigger"
  - Letra: Shoko Fujibayashi e Otoko Usagi
  - Composição e Arranjo: Junichin "IGAO" Igarashi
  - Artista: Florida Keys
  - Episódios: 7 - 8, 14, 16, 18, 23, 30, 38

- "Naturally"
  - Letra: Shoko Fujibayashi
  - Composição e Arranjo: Shuhei Naruse
  - Artista: Wakana Sonozaki (Rin Asuka)
  - Episódios: 13 - 14, 17

- " Leave all Behind"
  - Letra: Shoko Fujibayashi
  - Composição: Ryo
  - Arranjo: Wilma-Sidr
  - Artista: Wilma-Sidr
  - Episódios: 22, 44

- "Love♡Wars"
  - Letra: Shoko Fujibayashi
  - Composição e Arranjo: Shuhei Naruse
  - Artista: Queen & Elizabeth (Tomomi Itano e Tomomi Kasai)
  - Episódios: 23 - 24

- "Nobody's Perfect"
  - Letra: Goro Matsui
  - Composição: Sokichi Narumi (Koji Kikawa)
  - Arranjo: Hiroaki Sugawara
  - Artista: Sokichi Narumi (Koji Kikawa)
  - Episódios: 32, 38, 41 - 42, Movie War Core

- "Extreme Dreams"
  - Letra: Shoko Fujibayashi
  - Composição: AYANO
  - Arranjo: Labor Day
  - Artista: Labor Day
  - Episódios: 46, 48

- "Cyclone Effect (Acoustic edit.)"
  - Letra: Shoko Fujibayashi
  - Composição: AYANO
  - Arranjo: Labor Day
  - Artista: Labor Day
  - Episódios: 48
    - É tocada brevemente no episódio 21 como música de fundo.

## Curiosidade
As bandas que criaram músicas para a série: Labor Day, Galveston 19, Florida Keys e Wilma-Sidr. Tem seus nomes baseados em furações sendo eles o Furacão do Dia do Trabalho de 1935, o Furacão de Galveston de 1900, o furacão de Florida Keys de 1919 e a última banda tem seu nome baseado no furacão Wilma e no ciclone Sidr.